# Propaganda (Ellul)
Propaganda. Wie die öffentliche Meinung entsteht und geformt wird ist die deutsche Übersetzung des Klassikers der politischen Soziologie Propagandes, den Jacques Ellul 1962 bei Armand Colin in der ersten französischen Auflage veröffentlichte. 1980 erschien die zweite Auflage bei Economica als Teil der collection Classiques des sciences sociales, 1990 die dritte Auflage. 1965 erschien eine englische Übersetzung des Buches von Konrad Kellen und Jean Lerner, die 1973 neu aufgelegt wurde: Propaganda. The Formation of Men's Attitudes. Die erste deutsche Übersetzung von Christian Drießen erschien 2021 im Westend Verlag.
Ellul analysiert, neben den inneren und äußeren Erscheinungsformen und Kategorien, verschiedener Arten von Propaganda (Der französische Titel propagandes setzt Propaganda in den Plural), ihre soziologischen Bedingungen und Notwendigkeiten sowie ihre psychologischen und demokratietheoretischen Auswirkungen.
Propaganda ist für Ellul ein ambivalentes, gefährliches und zugleich unvermeidliches Mittel der Gesellschaftsbildung. Das Werk über Propaganda muss im Zusammenhang mit Elluls Werk La technique ou l’enjeu du siècle (Die Technik oder die Herausforderung des Jahrhunderts) verstanden werden. „Integrationspropaganda“ ist das notwendige Korrelat der modernen technokratischen Gesellschaft, sie beruht auf der Technik der modernen Medien und „sie zerstört die menschliche Freiheit an ihrer Wurzel“.
Randal Marlin urteilt im Oxford Handbook of Propaganda: „Elluls Bedeutung als Theoretiker der Propaganda zeigt keine Abschwächung seit der Publikation seiner wichtigsten Untersuchung Propagandes 1962 oder nach seinem Tod 1994.“ Er besitze zentrale Bedeutung für das Studium der Propaganda. Zentrale These sei, dass Propaganda ein totales Phänomen ist, das die Persönlichkeit des Einzelnen verändert.

## Inhalt
Im ersten Kapitel untersucht Ellul die Merkmale und Kategorien der Propaganda.
Externe Merkmale sind:
- Massenbezug: der Ausschluss des Dialogs, der Diskussion und des Widerspruchs, da sich Propaganda immer auf die Masse konzentriert, auf den Einzelnen nur innerhalb der Masse, einer Gruppe oder der Gesellschaft
- totale Propaganda: die ständige gezielte Nutzung aller Mittel, von Parolen und Sprachregeln bis zu allen medialen Vermittlungsformen, dazu gehört die Ausschaltung alternativer Meinungen im Bildungssystem, den Schulen und Hochschulen;  das Geschichtsbild und die Literatur müssen angepasst werden. Prä-Propaganda in der schulischen Sozialisation ist Voraussetzung für das Funktionieren der Propaganda, subtile Überredung und Schaffung einer Atmosphäre günstiger Voreinstellungen ist erster Schritt der Integration.
- Erfassung der gesamten Zeit des Einzelnen, „non-stop“, und des gesamten Erlebnisraums

Das zweite Unterkapitel stellt die inneren Merkmale dar. Propaganda funktioniert nur
- im Anschluss an Bedürfnisse und Gefühle der Menschen
- aufbauend auf gesellschaftlichen Strukturen und Strömungen und Grundannahmen der Menschen in der Gesellschaft
- wenn sie Bezug nimmt auf aktuelle Ereignisse und Konflikte, die einer Lösung bedürfen
- wenn sie als Wahrheit, Faktum und Beweis auftritt und Werte für sich in Anspruch nimmt

Unterkapitel drei beschreibt die Kategorienpaare der Propaganda: Propaganda im klassischen Sinne kann einerseits politisch sein (von staatlichen Institutionen ausgehend, zielgerichtet beeinflussen), agitatorisch, vertikal (von oben nach unten gerichtet), irrational. In einem anderen Sinne ist sie soziologisch, auf Integration der Gruppe gerichtet (Integrationspropaganda mithilfe von Mythen, Narrativen, Stereotypen und Vorurteilen), horizontal (innerhalb der Gesellschaft und aus ihr heraus, zum Beispiel in der Filmindustrie oder im Bildungswesen) und bedient sich teilweise auch rationaler Mittel (Umfragen, Statistiken, Fakten, wissenschaftliche Erkenntnisse). Das Bildungssystem und die Unterstützung der Intellektuellen erklärt Ellul zu einer Grundbedingung von Integrationspropaganda. Intellektuelle seien von allen Gruppen am empfänglichsten für Propaganda, weil sie meinten, zu allen „wichtigen Fragen der Zeit“ eine definitive Meinung haben zu müssen und sie sich für urteilsfähig und informiert hielten.
Beide Gruppenmerkmale können sich verbinden und ineinander übergehen, zum Beispiel die Integrationspropaganda und Agitation, horizontale und vertikale und umgekehrt.
Das Ergebnis aller Propaganda ist die Ausschaltung der Autonomie des Subjekts. Dabei ist das Bedürfnis des propagandee, des Menschen, der der Propaganda ausgesetzt ist, nach ebendieser Propaganda eine wesentliche Bedingung ihrer Wirkung. Menschen wird keine Meinung aufgezwungen, sie sehnen sich danach, eine Meinung vermittelt zu bekommen, da sie in den früheren traditionellen Strukturen keinen Halt mehr finden.
Kapitel 2 untersucht die Existenzbedingungen der Propaganda: soziologische und objektive.
Kapitel 3 thematisiert das Bedürfnis nach Propaganda von der Seite des Staates wie der Seite des Individuums.
Die psychologischen Wirkungen werden im vierten Kapitel hinsichtlich der „psychologischen Kristallisierung“, der Entfremdung, der Dissoziation des Denkens und Fühlens und der Schaffung eines Bedürfnisses nach Propaganda untersucht, dabei wird zuletzt die Ambivalenz der Propaganda deutlich gemacht.
Darauf folgen im letzten Kapitel die sozio-politischen Wirkungen auf Überzeugungen und Einstellungen, die Struktur der Öffentlichen Meinung, Gruppenbildung und demokratische Willensbildung.
In Anhang 1 differenziert Ellul die dargestellte Wirkung der Propaganda hinsichtlich ihres eingeschränkten Erfolges, da die Effizienz erstens schwer zu messen, zweitens Propaganda oft wirkungslos oder kontraproduktiv sei. Er zeigt die Grenzen der Propaganda auf.
Im Anhang 2 wendet er seine Kategorien auf den Maoismus an, die maoistische Kriegspropaganda und die Staats-Propaganda nach 1949, zuletzt untersucht er die Praxis der Gehirnwäsche.
Elluls grundlegende Annahme ist, dass Propaganda ein soziologisches Phänomen ist und nicht „etwas, das bestimmte Leute zur Erreichung eines bestimmten Zwecks tun.“ Die technologische Gesellschaft sei Bedingung für die Existenz von Propaganda, und Propaganda stelle im Gegenzug das Überleben dieser Gesellschaftsform sicher. Das politische System, in dem Propaganda existiert, lehnt Elull in seinem Vorwort zur ersten Buchausgabe von 1962 als irrelevanten Maßstab ihrer moralischen Bewertung ab.

## Rezeption
Propagandes (1962, in den USA 1965 übersetzt, 1990 und 2021 neu aufgelegt) wird auch heute noch rezipiert und diskutiert. Ellul wird als einer der bedeutendsten Theoretiker der Propaganda und ihrer Wirkmechanismen angesehen.   

## Zitat
„Je mehr der Einzelne im Bann von Propaganda steht, desto sensibler ist er, nicht für deren Inhalt, sondern für den Anstoß, den sie gibt, für die Erregung, die er dadurch erfährt. Er ist nur, was er durch Propaganda lernt. Er bildet nichts als einen Kanal, in den die Wahrheiten der Propaganda eingeleitet werden und der sie als Überzeugung wieder abfließen lässt.“